# 프란체스코 시뇨리
프란체스코 시뇨리(이탈리아어: Francesco Signori, 1988년 10월 26일, 이탈리아 밀라노 ~ )는 이탈리아의 전 축구 선수이다.